# La Montagne (Loire-Atlantique)
La Montagne é uma comuna francesa na região administrativa do País do Loire, no departamento de Loire-Atlantique. Estende-se por uma área de 3.64 km². Em 2010 a comuna tinha 6 405 habitantes (densidade: 1 759,6 hab./km²).